# まぼろしのペンフレンド
『まぼろしのペンフレンド』は、眉村卓のSFジュブナイル小説 （1970年刊）。およびそれを原作とするテレビドラマ作品。

## 概要
1966年に『中学一年コース』（学習研究社）において連載、岩崎書店「SF少年文庫」シリーズとして1970年に刊行された。
NHK総合テレビジョン「少年ドラマシリーズ」で1974年に、NHK教育テレビジョン「ドラマ愛の詩」で2001年にそれぞれテレビドラマ化。

## あらすじ
東京に住む中学生：渡辺明彦は一年ほど前に雑誌の文通欄に名前を載せて日本各地のペンフレンドと手紙をやりとりしていたが今では特定の数名と定期的に便りを交換するだけだった。
ある日大阪から本郷令子という聞き覚えのない差出人名で「あなたの学校や家庭やお友達のことをできるだけ詳しく教えて欲しい」という内容で調査費と称する一万円札が同封された手紙が届く。送付元の住所を調べると存在しない住所だった。手紙をやりとりするうちに明彦の周囲に自分とそっくりの偽者が現れるようになる。やがて本郷令子から東京に来るので駅まで迎えに来てほしいという手紙が来るが…。

## 登場人物
- 渡辺明彦 - 東京に住む中学一年生
- 伊原久美子 - 明彦の同級生
- 本郷令子 - 大阪在住の中学二年生を自称する明彦のペンフレンド
- 渡辺和彦 - 高校生。明彦の兄

## 書誌情報
- 1970年に岩崎書店「SF少年文庫」シリーズとして刊行。
- 1976年には角川文庫からも刊行される
- 2006年に講談社青い鳥文庫から復刊され、絵は緒方剛志が描いている。

## テレビドラマ
二度映像化されたがどちらも再視聴が困難になっている。

### NHK『少年ドラマシリーズ』版
1974年4月15日から5月1日に NHK「少年ドラマシリーズ」の29作目としてNHK総合テレビジョンにて月曜から水曜の18時5分から18時29分に放送された。全9話。原作には登場しなかった人物である木田めぐみが登場する。
現存する映像は発見されていない。

#### キャスト
- 渡辺明彦 - 山賀裕二
- 伊原久美子 - 池上季実子
- 本郷令子、木田めぐみ - 加藤小代子
- 和彦- 広中雅志
- 荒川先生 - 剣持伴紀
- 明彦の父 - 加藤和夫
- 明彦の母 - 青木和子
- 教頭先生 - 松村彦次郎
- 刑事- 内田勝正
- 警官- 鈴木勇作

- その他- 斉川一夫、若山弦蔵

#### スタッフ（NHK）
- 原作 - 眉村卓
- 演出 - 黛叶
- 脚本 - 岩間芳樹
- 音楽 - 広瀬量平
- 製作 - 森田昌治

| NHK総合テレビジョン 少年ドラマシリーズ     | NHK総合テレビジョン 少年ドラマシリーズ            | NHK総合テレビジョン 少年ドラマシリーズ           |
| 前番組                                     | 番組名                                            | 次番組                                           |
| ------------------------------------------ | ------------------------------------------------- | ------------------------------------------------ |
| ぼくのおじさん （1974年3月18日 - 4月12日） | まぼろしのペンフレンド （1974年4月15日 - 5月1日） | ユタとふしぎな仲間たち （1974年5月6日 - 5月8日） |

### NHK『ドラマ愛の詩』版
2001年1月6日から3月24日にかけNHK教育テレビジョンの土曜18時から18時29分の「ドラマ愛の詩」の一作として『幻のペンフレンド2001』のタイトルで放送された。
設定は大幅に変えている。
2023年現在、ソフト化や配信はされていない。

#### キャスト
- 渡辺明彦 - 内山眞人
- 伊原久美子 - 谷口紗耶香
- ミスターX - デビット伊東
- 本郷令子 - 加藤夏希
- ミスターY - ひさうちみちお
- 渡辺和彦 - 斉藤亮太
- 渡辺和明 - ダンカン
- 久米伸吉 - 奥村公延
- 渡辺悦子 - 星野知子
- 荒木先生 - 佐藤正宏
- 小林肇 - 長田融季
- 鈴木太一 - 犬塚篤
- トシコ先生 - 山下容莉枝

#### スタッフ
この項出典
- 原作 - 眉村卓『まぼろしのペンフレンド』
- 脚本 - 山永明子、藤長野火子
- 音楽 - BANANA
- 制作指揮 - 大加章雅
- 演出 - 小松隆、田中健二、今井洋一、中島由貴
- 美術 - 岡島太郎、春山憲彦
- 制作 - NHK（名古屋放送局）